# Здравствуй (оздоровительный центр)
ООО ДОЦ «Здравствуй» — частный детский оздоровительный центр, занимающийся закаливанием, оздоровлением и социализацией детей, в том числе детей с диагнозом ДЦП и другими ограниченными возможностями здоровья. Основан в 2012 году предпринимательницей Евгенией Беловой в городе Долгопрудном. Лауреат всероссийских конкурсов социального предпринимательства «Наше будущее», «Импульс добра», «Я — бизнесмен» и др.

## История
Создание центра началось в декабре 2011 года в городе Долгопрудном под руководством Евгении Беловой, которая ранее окончила Московский государственный университет сервиса по специальности «социально-культурный сервис и туризм», а затем прошла курс управления в сфере социального предпринимательства в Московском государственном университете им. М. В. Ломоносова. Для этого ей с мужем пришлось заложить квартиру, продать машину, взять кредит в банке на 500 тыс. рублей, использовать материнский капитал 30 тыс. рублей, полученный за рождение второго ребёнка. В марте 2012 года она зарегистрировала общество с ограниченной ответственностью «Детский оздоровительный центр „Здравствуй“» и совместно с врачом Наталией Рыбаковой, сотрудницей отделения восстановительного лечения Московской медицинской академии им. И. М. Сеченова, разработала подробный бизнес-план (вскоре Рыбакова умерла от бокового амиотрофического склероза).
В сентябре 2012 года состоялось официальное открытие детского оздоровительного центра «Здравствуй!», на месте бывших складских помещений площадью 250 м², которые были взяты в аренду и полностью отремонтированы (на ремонт ушло примерно 4 млн рублей). Развитию бизнеса поспособствовал тот факт, что в том же 2012 году компания выиграла всероссийский конкурс социальных предпринимателей фонда региональных социальных программ «Наше будущее», получив беспроцентный заём в размере 500 тыс. рублей сроком на пять лет. В течение первых полутора лет работы клиентами центра стали более тысячи здоровых детей и порядка двухсот детей с ДЦП. В октябре 2013 года за счёт активного использования наружной рекламы доходность, по данным Беловой, возросла почти на 1000 % — если первый год работы закончился с убытком, то второй уже принёс небольшую прибыль.
Весной 2014 года Евгения Белова удостоилась всероссийской премии «Импульс добра» в номинации «За лучшее представление социального предпринимательства», а также победила в конкурсе видеороликов «Я — бизнесмен», проведённом компанией «СКБ Контур» с общественной организацией «Опора России» — набрала почти 2000 голосов и получила грант в размере 300 тыс. рублей. Тогда же она запустила краудфандинговый сбор на сайте Boomstarter с целью получения суммы, необходимой на организацию инклюзивной игровой комнаты в Физкультурно-оздоровительном комплексе «Салют» в г. Долгопроудный. Центр «Здравствуй!» принял участие в московском фестивале безграничных возможностей «Страна мечты», призванном стереть барьеры между обычными людьми и инвалидами.
Евгения Белова, помимо всего прочего, является членом общественной палаты Московской области, была на приёме у губернатора Андрея Воробьёва — в планах руководства тиражирование подобных центров в других городах России, в виде франшизы или филиалов. Всего, по словам Беловой, в течение двух лет в бизнес вложено около 10 млн рублей, при этом проект быстро вышел на самоокупаемость, а в настоящее время имеет годовую прибыль примерно 6 млн рублей.

## Деятельность
Центр «Здравствуй!» состоит из нескольких больших залов, где ежедневно проходят занятия с детьми грудного, дошкольного и подросткового возраста: тренинги, семинары, праздники. Также оздоровительный комплекс включает бассейн, сауну, соляную пещеру, фитобар, массажный и психологический кабинеты. С детьми работают профессиональные инструкторы по плаванию, учителя музыки и физкультуры, дефектологи, психологи, логопеды, невропатологи, остеопаты, иногда приезжают и консультируют врачи других специальностей.
Организация придерживается концепции инклюзивного образования, одновременно со здоровыми детьми обучение проходят дети с ДЦП, аутизмом, синдромом Дауна, онкологическими заболеваниями и прочими ограниченными возможностями здоровья, в том числе слепые и глухие. По словам Беловой, центр посещают около 500 детей, из них примерно 150 с тяжёлыми диагнозами, причём стоимость услуг для «особых детей» значительно ниже.

Идея центра, как мы его задумывали с Наталией Рыбаковой, состоит в том, что все дети — одинаковые, могут заниматься вместе. Даже те малыши, которые не в состоянии самостоятельно двигаться. Но они способны наблюдать за тем, как занимаются другие дети. Здоровые видят и понимают, что человека надо любить и принимать любым. Неважно, может ли он ходить, говорить, правильно ли у него двигаются все части тела. А особенные дети тянутся за здоровыми, происходит энергетический обмен.— Евгения Белова
Клиентами центра являются не только жители Долгопрудного, но также Москвы, Можайска, Яхромы, Икши, Лобни и других близлежащих городов.